# Days In Avalon
Days In Avalon — шостий студійний альбом співака та композитора Річарда Маркса, випущений 2000 року.

## Трек-лист
1. «Days In Avalon» (Marx) — 4:54
2. «Shine» (Marx) — 4:35
3. «Someone Special» (Marx) — 4:13
4. «Almost Everything» (Marx, Bruce Gaitsch) 4:47
5. «The Edge of Forever» (дует з Шелі Райт) (Marx, Wright) — 4:21
6. «Power of You and Me» (Marx) — 3:42
7. «One More Time» (Marx) — 4:26
8. «Waiting on Your Love» (Marx, Fee Waybill) — 4:27
9. «More Than a Mystery» (Marx) — 4:19
10. «Boy Next Door» (Marx) — 4:44
11. «Too Early to Be Over» (Marx, Waybill) — 3:54
12. «Straight From My Heart» (Marx) — 4:42